# Yuji Okumoto
Yuji Don Okumoto (Los Angeles, 20 aprile 1959) è un attore statunitense.

## Biografia
Nato a Los Angeles, Yuji Okumoto attualmente risiede a Seattle con sua moglie e la famiglia, dove è proprietario di un ristorante hawaiano chiamato "Kona Kitchen/Yuji Lounge". È conosciuto maggiormente per aver interpretato Chozen, l'antagonista di Ralph Macchio nel film Karate Kid II - La storia continua..., ruolo in seguito ripreso in Cobra Kai.
Yuji Okumoto è cintura nera di Judo e di Kenpō.

## Filmografia parziale

### Cinema
- Scuola di geni (Real Genius), regia di Martha Coolidge (1985)
- Sapore di hamburger (Better Off Dead...), regia di Savage Steve Holland (1985)
- Tutta colpa delle poste! (The Check Is in the Mail...), regia di Joan Darling (1986)
- Karate Kid II - La storia continua... (The Karate Kid, Part II), regia di John G. Avildsen (1986)
- Verdetto finale (True Believer), regia di Joseph Ruben (1989)
- Cacciatori di navi, regia di Folco Quilici (1990)
- Cyborg - La vendetta (Nemesis), regia di Albert Pyun (1992)
- American Yakuza, regia di Frank A. Cappello (1993)
- Blast, regia di Albert Pyun (1997)
- Contact, regia di Robert Zemeckis (1997)
- The Game - Nessuna regola (The Game), regia di David Fincher (1997)
- The Truman Show, regia di Peter Weir (1998)
- La fortezza: segregati nello spazio (Fortress 2: Re-Entry), regia di Geoff Murphy (1999)
- Pearl Harbor, regia di Michael Bay (2001)
- Ticker - Esplosione finale (Ticker), regia di Albert Pyun (2001)
- Il corvo - Preghiera maledetta (The Crow: Wicked Prayer), regia di Lance Mungia (2005)
- FBI: Operazione tata (Big Momma's House 2), regia di John Whitesell (2006)
- End Game, regia di Andy Cheng (2006)
- Inception, regia di Christopher Nolan (2010)
- Beta Test, regia di Nicholas Gyeney (2016)

### Televisione
- T.J. Hooker – serie TV, episodio 5x16 (1986)
- Simon & Simon – serie TV, episodio 7x02 (1987)
- Hunter – serie TV, episodi 5x01-5x02 (1988)
- Voci nella notte (Midnight Caller) – serie TV, episodio 3x09 (1990)
- American Playhouse – serie TV, episodio 10x06 (1991)
- California (Knots Landing) – serie TV, 6 episodi (1991-1993)
- Lois & Clark - Le nuove avventure di Superman (Lois & Clark: The New Adventures of Superman) – serie TV, episodio 2x11 (1995)
- Vanishing Son – serie TV, episodio 2x02 (1995)
- La signora in giallo (Murder, She Wrote) – serie TV, episodio 11x17 (1995)
- Kindred: The Embraced – serie TV, episodi 1x02-1x07 (1996)
- Walker Texas Ranger – serie TV, episodio 5x01 (1996)
- Palyers – serie TV, episodio 1x07 (1997)
- Sentinel (The Sentinel) – serie TV, episodio 3x18 (1998)
- JAG - Avvocati in divisa (JAG) – serie TV, episodio 4x03 (1998)
- Just Shoot Me! – serie TV, episodio 3x18 (1999) – non accreditato
- Johnny Tsunami - Un surfista sulla neve (Johnny Tsunami), regia di Steve Boyum – film TV (1999)
- Più forte ragazzi (Martial Law) – serie TV, episodio 2x12 (2000)
- The District – serie TV, episodio 1x16 (2001)
- Road to Justice - Il giustiziere (18 Wheels of Justice) – serie TV, episodio 2x18 (2001)
- V.I.P. (Vallery Irons Protection) – serie TV, episodio 4x10 (2001)
- The Unit – serie TV, episodio 2x12 (2007)
- Johnny Kapahala - Cavalcando l'onda (Johnny Kapahala: Back on Board), regia di Eric Bross – film TV (2007)
- Katana – serie TV, episodio 1x01 (2009)
- Bones – serie TV, episodio 4x22 (2009)
- NCIS: Los Angeles – serie TV, episodio 3x07 (2011)
- The Mentalist – serie TV, episodio 4x13 (2012)
- MotherLover – serie TV, 6 episodi (2012)
- Grimm – serie TV, episodio 3x04 (2013)
- Z Nation – serie TV, episodio 1x03 (2014)
- Cobra Kai – serie TV, 20 episodi (2021-2024)

## Doppiatori italiani
Nelle versioni in italiano delle opere in cui ha recitato, Yuji Okumoto è stato doppiato da:
- Nino D'Agata in The District, Il corvo - Preghiera maledetta, The Mentalist
- Antonio Sanna in Johnny Tsunami - Un surfista sulla neve, Johnny Kapahala - Cavalcando l'onda
- Marco Mete in Karate Kid II - La storia continua...
- Vittorio De Angelis in  Verdetto finale
- Roberto Certomà in La signora in giallo (ep. 7x08)
- Christian Iansante in La signora in giallo (ep. 7x12, 11x17)
- Massimiliano Manfredi in The Game - Nessuna regola
- Daniele Valenti in The Truman Show
- Gaetano Varcasia in NCIS: Los Angeles
- Paolo Carenzo in Cobra Kai